# 阮大仁
阮大仁，為台灣美籍華人著名學者、評論家、歷史學家，也是數學家、計算機專家。

## 生平
籍貫浙江餘姚（今寧波餘姚市）臨山。父親為台灣著名報人中央日報社前社長阮毅成，是家中第五子。母錢英，出自杭州錢氏名門，是五代吳越國王錢鏐之後，曾任中華民國首屆立法委員，著名“立法院十姐妹”之一。祖父阮性存，是杭州大律師。兄阮大正、阮大方均為台灣著名報人、評論家。
早年學習數學，1965年，畢業於國立台灣大學數學系。1966年，赴美國留學。獲得美國聖母大學數學博士學位。後轉行入企業管理，獲得威斯康星大学麦迪逊分校企業管理碩士學位。再入斯坦福大學，獲得計算機工程碩士學位。
阮大仁曾在各行業活躍，曾任大學數學教授，美國高科技企業電腦工程師、項目主管和負責研發，還在銀行業做過主管。而評論時政和研究歷史最初只是他個人閒暇愛好，因研究“正史”、兼通“野史”，自號“二史堂主人”。阮大仁也頗擅書法。
阮大仁退休之後，著有《蔣中正日記揭密》，是有較大影響的歷史著作，因其父早年為蔣中正侍從秘書，該書內有很多歷史機密，包括外蒙古獨立、成為聯合國成員國的一些內幕。
曾將珍藏多年的父親書信捐贈給浙江大學。其父阮毅成是浙大法學院首任院長。

## 代表著作
- 《放聲集》，臺灣學生書局[1]
- 《蔣中正日記揭密》
- 《最後一代的內地人》
- 《蔣介石日記中的抗戰初始》